# Bunodosoma diadema
Bunodosoma diadema is een zeeanemonensoort uit de familie Actiniidae.
Bunodosoma diadema is voor het eerst wetenschappelijk beschreven door Drayton in Dana in 1846.